# Kaliska (gemeente)
De gemeente Kaliska is een landgemeente in woiwodschap Pommeren, in powiat Starogardzki.
Op 30 juni 2004 telde de gemeente 5089 inwoners.
De gemeente bestaat uit 8 administratieve plaatsen solectwo: Bartel Wielki (135), Cieciorka (421), Czarne (102), Dąbrowa (823), Iwiczno (312), Kaliska (2268), Piece (956), Studzienice (133)
De zetel van de gemeente is in Kaliska.

## Oppervlakte gegevens
In 2002 bedroeg de totale oppervlakte van gemeente Kaliska 110,36 km², waarvan:
- agrarisch gebied: 22%
- bossen: 70%

De gemeente beslaat 8,2% van de totale oppervlakte van de powiat.

## Demografie
Stand op 30 juni 2004:
| Omschrijving                   | Totaal | Totaal | Vrouwen | Vrouwen | Mannen | Mannen |
| ------------------------------ | ------ | ------ | ------- | ------- | ------ | ------ |
| eenheid                        | aantal | %      | aantal  | %       | aantal | %      |
| inwoners                       | 5089   | 100    | 2591    | 50,9    | 2498   | 49,1   |
| bevolkingsdichtheid (inw./km²) | 46,1   | 46,1   | 23,5    | 23,5    | 22,6   | 22,6   |

In 2002 bedroeg het gemiddelde inkomen per inwoner 1475,31 zł.

## Aangrenzende gemeenten
- in het noorden aan Starą Kiszewa, powiat Kościerski
- in het oosten aan Zblewo en Lubichowo
- in het zuiden aan Osieczna en Czarna Woda
- in het westen aan Czersk